# (3750) Ilizarov
(3750) Ilizarov est un astéroïde de la ceinture principale.

## Description
(3750) Ilizarov est un astéroïde de la ceinture principale. Il fut découvert le 14 octobre 1982 à Naoutchnyï par Lioudmila Karatchkina. Il présente une orbite caractérisée par un demi-grand axe de 3,02 UA, une excentricité de 0,05 et une inclinaison de 10,4° par rapport à l'écliptique.

## Compléments